# Chronologie du Rassemblement national
La chronologie du Rassemblement national présente les faits importants depuis la création du parti en 1972.

## Années 1970

### 1972
Les 10 et 11 juin 1972, lors du deuxième congrès de l'organisation Ordre nouveau, un vote avait décidé de participer aux élections législatives de 1973 au sein d'une structure plus large, nommée « Front national », par 254 voix, soit 83 %. Une autre proposition « Front national pour un ordre nouveau » avait obtenu 17 % des voix.
Les fondateurs proposent la présidence à Jean-Marie Le Pen qui s'était retiré de la vie politique pour se consacrer à sa société d'éditions (la Serp) après la dissolution des Comités Tixier-Vignancour le 23 janvier 1966, ce qui avait marqué la dislocation et l'émiettement de l'extrême droite en plusieurs partis éphémères.
Le 5 octobre 1972 a eu lieu le congrès constitutif du Front national pour l'unité française, communément appelé Front national, l'élection de Jean-Marie Le Pen comme président et du journaliste François Brigneau comme vice-président.
Parmi les fondateurs du nouveau mouvement, on pouvait relever les personnalités suivantes :
- Victor Barthélemy, collaborateur, participant volontaire à la rafle du Vél’ d’Hiv’[1], a d'abord été membre du Parti communiste français, du Secours rouge international et employé à l'Internationale communiste. Il rejoint en 1936 le PPF, l’un des deux principaux partis collaborationnistes dont il deviendra secrétaire général de la région (voir son livre de mémoires Du communisme au fascisme), puis il rejoint la LVF (Légion des volontaires français qui font allégeance au Reich allemand). Il est l'un des animateurs français avec Maurice Bardèche du Mouvement social européen ;
- Pierre Bousquet, secrétaire général du Parti de l'unité française et ancien de la division SS Charlemagne. Trouvant le Front national trop modéré, il partira en 1981 pour fonder le Parti nationaliste français ;
- Emmanuel Allot, dit François Brigneau, ancien sympathisant socialiste membre du Parti frontiste puis milicien, condamné pour collaboration avec les nazis, puis à Ordre nouveau, journaliste à Minute et au Crapouillot, cofondateur avec Antoine Blondin et Pierre Boutang de nombreux journaux comme La Dernière Lanterne qui deviendra La Fronde et enfin Rivarol, ancien des Comités Tixier-Vignancour[2]. Il participe en octobre 1973 à la scission du FN qui donnera naissance l'année suivante au Parti des Forces Nouvelles, rival pendant plusieurs années du FN, auquel il reviendra en 1979 sans y jouer de rôle important pour le quitter de nouveau en 1999 ;
- Dominique Chaboche, ancien d'Occident ;
- Jean-Maurice Demarquet, ancien membre de la 1re division française libre, Croix de guerre 1939-1945
- André Dufraisse, ancien secrétaire adjoint de la CGT de Nice puis collaborateur, membre du Parti populaire français (PPF) et de la LVF ;
- François Duprat, journaliste et ancien d'Ordre nouveau, diffuseur du négationnisme, assassiné en 1978. Les auteurs du crime n'ont jamais été retrouvés ;
- Pierre Durand, responsable de propagande du comité Tixier-Vignancour de 1963 à 1966, condamné pour "provocation à la haine raciale" au début des années 1990 ;
- Roland Gaucher, ancien trotskyste successivement membre de la Fédération des étudiants révolutionnaires, des Jeunesses socialistes ouvrières, et du Parti socialiste ouvrier et paysan puis collaborateur au sein des Jeunesses nationales populaires, historien du communisme et romancier engagé dans la dénonciation de la dictature dans les démocraties populaires, journaliste à Minute, Initiative nationale, Itinéraires, L'Auto-Journal, avec Barthélemy et Brigneau la personnalité la plus influente et la plus décisive sur le nationalisme recomposé de la seconde moitié du XXe siècle. Il quitte le Front national en octobre 1973 puis fonde l'année suivante le Parti des forces nouvelles. Il reviendra au FN en 1979 et le quittera définitivement en 1993 après avoir été entre-temps député européen et conseiller régional de Franche-Comté ;
- Léon Gaultier, professeur d’histoire, ancien membre de la Waffen-SS, membre fondateur du conseil national du Front national[3] ;
- Roger Holeindre, ancien résistant, ancien de l’OAS, alors président du Parti de l'unité française ;
- Serge Jeanneret, ancien résistant, membre du réseau Alliance, Croix de guerre 1939-1945, Croix du combattant volontaire de la résistance. Il quitte le FN en 1975 pour retourner à son poste de chef de cabinet de Bernard Lafay puis y retourne en 1986 pour s'en faire élire conseiller régional d'Île-de-France ;
- Alain Robert, pour Ordre nouveau et le GUD, quitte le FN dès 1973 pour fonder le PFN. Aujourd'hui membre de l'UMP .

Le comité directeur était composé :
- de nationalistes issus du mouvement Ordre nouveau et du mensuel Militant de Pierre Bousquet ;
- de nationaux, dont Jean-Marie Le Pen et Roger Holeindre ;
- de centristes anti-gaullistes issus du Mouvement pour la Justice et la Liberté/Unité Française.

Le 12 octobre 1972 a lieu l'élection du premier bureau politique, avec le président Jean-Marie Le Pen, le vice-président François Brigneau, les secrétaires généraux adjoints Alain Robert (secrétaire général), Roger Holeindre, le trésorier Pierre Bousquet et le trésorier adjoint Pierre Durand. Le Mouvement pour la Justice et la Liberté/Unité Française quitte le FN.
En vue des élections législatives de mars 1973, le Front national adopte un programme intitulé Défendre les Français qui peut se résumer en sept points :
1. le régime présidentiel doit être équilibré par une assemblée élue au scrutin proportionnel ;
2. la dénonciation des accords d'Évian de 1962 et l'indemnisation des rapatriés considérée comme un préalable à la politique d'aide à l'étranger ;
3. une réglementation très stricte de l'immigration ;
4. la suppression du service militaire obligatoire remplacé par un service volontaire de six mois et une armée de métier ;
5. la défense du commerce et de l'artisanat ;
6. une politique d'aide à la famille qui comporte plusieurs mesures, en particulier des allocations spéciales et des dégrèvements fiscaux ;
7. la dépolitisation de la fonction publique, en particulier celle de l'enseignement avec l'abrogation de la loi Faure.

La constitution légale du parti par le dépôt de ses statuts à la Préfecture de Paris a lieu le 27 octobre.

### 1973
- Le 4 mars, aux élections législatives le Front national obtient 1,32 % des suffrages exprimés (Jean-Marie Le Pen obtient le meilleur score du FN avec 5,22 % dans la 15e circonscription de Paris).
- Du 28 au 29 avril se déroule le premier congrès du Front national.
- Ordre nouveau sera dissous par Raymond Marcellin, le ministre de l'Intérieur, à la suite d'un meeting particulièrement dur contre « l'immigration sauvage » en juin 1973. Le divorce est alors consommé entre Alain Robert-Ordre nouveau et le Front national mené de plus en plus fermement par Le Pen.
- En novembre, une partie des dirigeants d'Ordre nouveau quittent le Front national dont Alain Robert et François Brigneau. Le Front de la jeunesse, auquel participe le Groupe union défense (GUD), s'en va aussi. Il constituèrent les Comités faire front qui se transformèrent en novembre 1974 en Parti des forces nouvelles.
  - À la suite de cette scission, le nouveau bureau politique est composé de Jean-Marie Le Pen (président), Roger Holeindre (vice-président), Dominique Chaboche (secrétaire général), Victor Barthélemy (secrétaire administratif), Pierre Bousquet (trésorier) et Pierre Durand (trésorier adjoint).
- En décembre, le FN fonde sa propre organisation de jeunesse, le Front national de la jeunesse (FNJ) dont le premier dirigeant fut Christian Baeckeroot.

### 1974
- À la suite du décès subit du Président Georges Pompidou le 2 avril, Jean-Marie Le Pen décide de se présenter aux élections présidentielles en tant que candidat « de choc » de la droite « nationale, populaire et sociale », afin de « dire la vérité aux Français » avant qu’il ne soit trop tard. Il préconise notamment la limitation des fonctions de l’État, la lutte contre la subversion à l’intérieur, le renforcement du pacte atlantique à l’extérieur, la séparation nette du secteur de l’État et du secteur privé en matière économique, la primauté de l’intérêt national, la limitation de l’immigration étrangère, l’abrogation des accords d’Évian de 1962, la protection de l’environnement, l’hostilité à la politisation des syndicats, la limitation du droit de grève en matière sociale, la promotion de la famille et de la natalité, ainsi que la création d’une armée de volontaires. Concurrencé par le ministre démissionnaire des PTT, Jean Royer, et, surtout par le ministre d’État à l’Économie et aux Finances, Valéry Giscard d'Estaing, soutenu notamment par les Comités faire front et Minute, Jean-Marie Le Pen n’obtient, le 5 mai, que 0,75 % des suffrages. Pour le second tour, il appelle à voter pour Valéry Giscard d'Estaing.
- À l'occasion du deuxième congrès, en juin 1974, l'historien Jean-François Chiappe et le cimentier richissime Hubert Lambert (qui lèguera fortune et manoir de Montretout à Le Pen) rentrent au comité central.
- À partir d'octobre, la Fédération d'action nationale et européenne (néo-nazis) tente un rapprochement avec le courant nationaliste-révolutionnaire dirigé par François Duprat, suivis par les néo-nazis de la FANE de Fredriksen.

### 1975
- Présence de Jacques Dominati et son directeur de cabinet, Jean-Marie Le Chevallier.
- À l'occasion du troisième congrès, en mai, Gilbert Sincyr devient vice-président du parti.

### 1976
Le Pen hérite personnellement de la totalité de la fortune d'Hubert Lambert, décédé le 27 septembre sans héritier. Philippe Lambert, cousin d'Hubert conteste la validité du testament. Quelques jours après, le 2 novembre 1976, un attentat détruit l'appartement parisien de Jean-Marie Le Pen. L'attentat n'a jamais été élucidé.

### 1977
- En mars, aux élections municipales, le FN est présent sur certaines listes RPR/UDF, notamment à Toulouse, où il obtient une élue.
- En septembre 1977, l'Union solidariste dirigée par Jean-Pierre Stirbois, Jean-Claude Nourry et Michel Collinot, se rallie au Front national. L'anticommunisme viscéral du Front commence à être supplanté au niveau des thèmes par les mots d'ordre contre l'immigration. Le même mois, la question de l'héritage Lambert est réglée à l'amiable. Le Pen a cédé un tiers du patrimoine au profil de la famille qui a renoncé a toute poursuite.

### 1978
- Le 12 mars 1978, au premier tour des élections législatives, le Front national obtient 0,33 % des suffrages exprimés.
- Le 18 mars 1978, François Duprat est assassiné. À la suite de cet assassinat, et après que Jean-Marie Le Pen refuse la vice-présidence à Michel Faci, les Groupes nationalistes révolutionnaires et la FANE rompent les liens avec le Front national en mai et juin. Aux élections législatives, le thème de l'immigration occupe une place importante dans la campagne du Front national.

### 1979
- Le 10 juin 1979, les élections européennes voient un échec de la constitution d'une liste commune entre le FN et le Parti des forces nouvelles (PFN), issu des dissidents de novembre 1973. L'idée avait été de présenter en tête de liste une personnalité qui fît l'unanimité au sein de l'extrême droite : il s'agissait du célèbre écrivain monarchiste, le marquis Michel de Saint Pierre. Cependant Jean-Marie Le Pen — troisième de la liste — plus encore que par le problème posé par le candidat à choisir pour la 4e position, est outré par le fédéralisme libéral de Jean-Louis Tixier-Vignancour et du PFN. En conséquence, le FN prône l'abstention tandis que le PFN présente sa « liste d'Union française pour l'Eurodroite des patries » que conduit Jean-Louis Tixier-Vignancour et qui obtient 1,31 % des suffrages.

## Années 1980

### 1980
Le Front national ne compte que 270 adhérents.

### 1981
- en avril-mai, à cause de la concurrence que lui cause une nouvelle fois le PFN et son candidat à la candidature Pascal Gauchon et à cause surtout des candidatures de Michel Debré, de Marie-France Garaud et de Jacques Chirac, Jean-Marie Le Pen n'arrive pas à réunir les 500 parrainages nécessaires à sa candidature pour l'élection présidentielle. Il appelle à voter « Jeanne d'Arc ».
- aux élections législatives du 14 juin, le Front national obtient 0,18 % des suffrages exprimés.
- en juin, Jean-Pierre Stirbois est nommé nouveau secrétaire général du FN, ce qui entraîne le départ des nationalistes-révolutionnaires de Militant.
- en septembre, se déroule la première fête des Bleu-blanc-rouge.

### 1982
Lors des élections cantonales, le Front national obtient dans quelques circonscriptions des résultats en forte progression (12,62 % à Dreux-Ouest, 13,30 % à Grande-Synthe près de Dunkerque), et une moyenne de 0,20 % des suffrages au niveau national. C'est le tout début de l'ascension du FN.

### 1983
1983 fut une année électorale historique pour le Front national, lors de laquelle diverses élections vont confirmer cette ascension :
- En mars : 11,3 % aux municipales pour Jean-Marie Le Pen dans le 20e arrondissement de Paris (mais seulement 0,11 % pour toute l'extrême droite à l'échelle nationale) ;
- En septembre : municipale partielle à Dreux (Eure-et-Loir), où Jean-Pierre Stirbois obtient 16,7 % et fusionne au second tour avec la liste de droite.
- 12 % pour Jean-Marie Le Pen lors d'une élection législative partielle dans le Morbihan.

### 1984
Les élections européennes sont l'occasion d'un élargissement du FN aux réseaux nationaux-catholiques
- Le 13 février 1984, Jean-Marie Le Pen est pour la première fois invité à L'Heure de vérité[5].
- Le 17 juin 1984, le Front national réalise son plus gros score lors d'une élection nationale, avec 10,95 % aux élections européennes, soit plus de 2 millions d'électeurs et obtient 10 élus. Ce résultat provoque un choc politique. Parmi les frontistes qui entrent à l'assemblée européenne : Jean-Marie Le Pen, Michel de Camaret (décédé en juin 1987 remplacé par Roger Palmieri), Jean-Pierre Stirbois (jusqu'en avril 1986 remplacé par Gilbert Devèze), Gustave Pordea, Olivier d'Ormesson, Bernard Antony, Dominique Chaboche (jusqu'en avril 1986, remplacé par Roland Gaucher), Jean-Marie Le Chevallier, Martine Lehideux, Michel Collinot.
- Octobre : Le Parti des forces nouvelles s'autodissout et la plupart de ses cadres, avec Roland Hélie, rejoignent le Front national.
- Novembre : le député divers droite et ancien gaulliste Jean Fontaine (élu à La Réunion) rallie le Front national ; il le quittera en février 1986.

### 1985
- Mars : aux élections cantonales, Jean Roussel, ancien dirigeant local de l'UDF, est élu conseiller général FN dans un canton de Marseille (Bouches-du-Rhône), bénéficiant de l'investiture de son parti mais aussi du Centre national des indépendants et paysans. Droite et FN signent un accord de désistement réciproque dans les Alpes-Maritimes.
- Le 16 octobre 1985, Jean-Marie Le Pen est invité dans l'émission L'Heure de vérité[6].
- Novembre : Nouvelle dissidence : Roger Palmieri, Hugues d'Alauzier et Jean-Claude Chapuis créent le Front d'opposition nationale, qui deviendra en octobre 1987, le Mouvement travail patrie.

### 1986
- 16 mars, élections législatives :
  - Le Front national, propose des listes « Rassemblement national » avec la Confédération pour l'Avenir, le Renouveau (CODAR de Bruno Mégret) et, dans trois départements (Paris, Essonne et Val-d'Oise), le CNIP ;
  - L'application d'un mode de scrutin proportionnel permet au Front national d'entrer à l'Assemblée nationale, avec 2 700 000 voix (soit 9,65 %), et la création d'un groupe FN de 35 membres à l'Assemblée nationale (32 FN, 3 CNIP).
  - Composition du groupe parlementaire Front national – Rassemblement national (avec le pourcentage départemental obtenu et le nom des élus) :
    - Alpes-Maritimes (20,88 % - Jacques Peyrat, Albert Peyron) ;
    - Bouches-du-Rhône (22,53 % - Pascal Arrighi, Ronald Perdomo, Jean Roussel, Gabriel Domenech) ;
    - Gard (14,12 % - Charles de Chambrun) ;
    - Gironde (7,94 % - Pierre Sirgue) ;
    - Hérault (15,55 % - Jean-Claude Martinez) ;
    - Isère (10,14 % - Bruno Mégret) ;
    - Loire (12,87 % - Guy Le Jaouen) ;
    - Moselle (13,2 % - Guy Herlory) ;
    - Nord (11,35 % - Bruno Chauvierre, Christian Baeckeroot, Pierre Ceyrac) ;
    - Oise (10,75 % - Pierre Descaves) ;
    - Pas-de-Calais (7,83 % - François Porteu de La Morandière) ;
    - Pyrénées-Orientales (19,08 % - Pierre Sergent) ;
    - Bas-Rhin (13,05 % - Robert Spieler) ;
    - Haut-Rhin (14,46 % - Gérard Freulet) ;
    - Rhône (13,24 % - Bruno Gollnisch, Jean-Pierre Reveau) ;
    - Paris (10,99 % - Jean-Marie Le Pen, Édouard Frédéric-Dupont, membre du CNIP, apparenté Front national) ;
    - Seine-Maritime (6,72 % - Dominique Chaboche) ;
    - Seine-et-Marne (11,90 % - Jean-François Jalkh) ;
    - Yvelines (10,40 % - Georges-Paul Wagner) ;
    - Var (17,11 % - Yann Piat) ;
    - Vaucluse (18,08 % - Jacques Bompard) ;
    - Essonne (9,45 % - Michel de Rostolan, dirigeant du CNIP, apparenté Front national) ;
    - Hauts-de-Seine (11,29 % - Jean-Pierre Stirbois) ;
    - Seine-Saint-Denis (14,52 % - François Bachelot, Roger Holeindre) ;
    - Val-de-Marne (11,61 % - Olivier d'Ormesson, préférant son mandat au Parlement européen, il sera remplacé par Jean-Pierre Schénardi dès le début de la législature) ;
    - Val-d'Oise (12,51 % - Yvon Briant, membre du CNIP, apparenté Front national).
- Aux élections régionales simultanées, le score se monte à 9,56 % et entraîne l'élection de 137 conseillers régionaux frontistes. Les élus FN vont permettre à la droite d'obtenir la présidence de sept régions (Aquitaine, Franche-Comté, Languedoc-Roussillon, Haute-Normandie, Picardie, Midi-Pyrénées, Provence-Alpes-Côte d'Azur) ; le FN sera représenté dans quatre exécutifs régionaux (deux vice-présidents en Provence-Alpes-Côte d'Azur, où la droite possède la majorité relative ; une vice-présidence en Languedoc-Roussillon, Haute-Normandie et Picardie) puis six (une vice-présidence en Aquitaine et en Franche-Comté à partir de 1988).

### 1987
- Le 26 avril, depuis sa ville natale de La Trinité-sur-Mer (Morbihan), le président du Front national annonce avoir « pris la grave décision d’être candidat à la présidence de la République ». Jean-Marie Le Pen aspire, dit-il, à rassembler cette majorité de Français, qui appelle de ses vœux « l’ordre, le travail, la concorde », autour des thèmes sur lesquels il fera sa campagne : la restauration de « la foi patriotique » dans la famille et à l’école, l’exaltation des « valeurs les plus sacrées », « la volonté d’agir contre le chômage, contre la crise économique et contre le socialisme qui les a engendrés ». À l’émission politique L'Heure de vérité, le 6 mai, il présente les principaux points de son programme : dès son élection, il prononcerait la dissolution de l’Assemblée nationale et, parmi ses premières initiatives, introduirait dans la Constitution la procédure du référendum d’initiative populaire qu’il appliquerait à des sujets tels que la peine de mort, l’immigration et la Sécurité sociale, à propos de laquelle il préconise « une profonde réforme du système » visant à la « purger des privilèges qui l’accablent ». Le président du Front national souhaite, en particulier, « des caisses séparées pour les Français et pour les étrangers ». Il évoque le sort des malades atteints du sida qu’il importe d’isoler, selon lui, du reste de la population. Le SIDA, maladie « terriblement contagieuse », « porte atteinte à l’équilibre de la nation », proclame Jean-Marie Le Pen. Enfin, il suggère, à propos du chômage, d’organiser, « de manière élégante et humaine », le retour de « 300 à 400 000 chômeurs immigrés ».
- 13 septembre : Jean-Marie Le Pen déclare lors de l'émission le « Grand Jury RTL/Le Monde » : « Je suis passionné par l'histoire de la Seconde Guerre mondiale. Je me pose un certain nombre de questions. Je ne dis pas que les chambres à gaz n'ont pas existé. Je n'ai pas pu moi-même en voir. Je n'ai pas étudié spécialement la question, mais je crois que c'est un point de détail de l'histoire de la Seconde Guerre mondiale. » Cette déclaration déclenche un tollé général, et un procès. Il est condamné le 18 décembre 1991 par la cour d'appel de Versailles pour « banalisation de crimes contre l'humanité » et « consentement à l'horrible » pour ces propos.

### 1988
- Le Pen apporte son soutien au leader du MSI, le parti néofasciste de Giorgio Almirante, dont il s'inspire directement pour créer le logo du Front national[7].
- Le 24 avril, Le Pen obtient 14,38 % au premier tour de l'élection présidentielle.
- 5 et 12 juin, élections législatives générales, à la suite de la dissolution de l'Assemblée nationale consécutive à la réélection de François Mitterrand. Le FN dépasse la droite dans 9 circonscriptions (8 dans les Bouches-du-Rhône, 1 dans le Var), un accord de désistement réciproque dans les Bouches-du-Rhône et le Var est passé avec la droite menée par Jean-Claude Gaudin et Maurice Arreckx, mais compte tenu du rétablissement du scrutin uninominal majoritaire à deux tours, le Front national perd son groupe parlementaire et n'est plus représenté au Parlement que par Yann Piat, élue députée de la 3e circonscription du Var (23,26 % au premier tour et 53,38 % au second tour). Elle quittera le parti (ou en sera exclue) en octobre de la même année, et rejoindra le Parti républicain (PR/UDF). Elle sera assassinée le 25 février 1994, quelques mois après sa réélection sous les couleurs de l'UDF, sans doute en raison de son opposition à certaines pratiques mafieuses dans le département du Var.
- Lors des élections cantonales, le FN obtient en moyenne 5,73 % dans les 1 465 cantons où il était représenté.
- 2 septembre, jeu de mots douteux de Jean-Marie Le Pen sur le nom de Michel Durafour et l'Holocauste (« Durafour crématoire »), ce qui le conduit à une condamnation à 10 000 francs (1 524 euros) d'amende par la cour d'appel de Paris pour « outrage ».
- 5 novembre, Jean-Pierre Stirbois meurt dans un accident de voiture.

### 1989
- 12 mars-19 mars : aux élections municipales, le FN continue son enracinement : Perpignan (25 %, Pierre Sergent), Dreux (22,5 %, Marie-France Stirbois), Mulhouse (21,1 %, Gérard Freulet), Roubaix (17,5 %, Jean-Pierre Gendron), Paris (15,5 % dans le XXe, Jean-Marie Le Pen), Marseille (13,5 %, Gabriel Domenech), Nice (Jacques Peyrat), Toulon (Jean-Marie Le Chevallier). Le Pen déclare : « Il est grand temps pour le RPR et l'UDF d'accepter la main que nous leur tendons pour battre la gauche. Mais je le dis à nos électeurs : s'ils vous méprisent, méprisez-les ! Le système : « À nous les élus, à vous les électeurs », n'a que trop duré ». Au second tour, les candidats du FN gonflent leur scores du premier tour.
- 18 juin, aux élections européennes, la liste du Front national obtient 11,73 % et 10 élus, dont Jean-Marie Le Pen, Martine Lehideux, Bruno Mégret, Jean-Marie Le Chevallier, Yvan Blot, Bernard Antony, Bruno Gollnisch, Pierre Ceyrac, Claude Autant-Lara (jusqu'en septembre 1989, remplacé par Jean-Claude Martinez) et Jacques Tauran.
- En octobre, a lieu la dissidence des Comités espace nouveau dirigés par Jean-François Touzé, Roland Hélie, Olivier Cazal et Didier Lecerf.
- 3 décembre, Marie-France Stirbois, veuve de l'ancien secrétaire général du parti, Jean-Pierre Stirbois, est élue députée au second tour de la législative partielle de la 2e circonscription d'Eure-et-Loir avec 61,3 % des voix (42,5 % au premier tour).

## Années 1990

### 1990
- En janvier, début d'un rapprochement entre le Front national de la jeunesse (FNJ) et les groupuscules radicaux (Groupe union défense, Jeunesses nationalistes révolutionnaires et Troisième Voie).
- Afin d'améliorer la formation de ses cadres et élus, le Front national crée l'Institut de formation national.
- Nuit du 9 au 10 mai 1990 : profanation du cimetière juif de Carpentras. La « responsabilité morale » du Front national est pointée du doigt par ses opposants, notamment par le gouvernement socialiste, mais est récusée par Jean-Marie Le Pen ; il faudra attendre six ans pour découvrir les auteurs (quatre jeunes skinheads, sans lien avéré avec le parti).

### 1992
- En mars, aux élections régionales, le Front national obtient 239 élus dans les 22 régions métropolitaines.

### 1993
- Le 30 janvier, Le Pen est invité à l'Heure de vérité. Il réalise la meilleure audience de l'émission (3 millions de téléspectateurs soit 30 % de part de marché).
- Le Front national participe aux élections législatives, il est parfois concurrencé par les candidats de l'Alliance populaire.

### 1994
- Le 12 juin 1994, aux élections européennes, la liste FN obtient 10,52 % et 11 élus, dont Jean-Marie Le Pen, Bruno Mégret, Bruno Gollnisch, Jean-Claude Martinez, Carl Lang, Marie-France Stirbois, Bernard Antony, Yvan Blot, Jean-Marie Le Chevallier, Fernand Le Rachinel et Jean-Yves Le Gallou. La même année Lorrain de Saint Affrique, conseiller de Jean-Marie Le Pen, est exclu du Front national par Bruno Mégret dont il critique les méthodes et les idées.

### 1995
- Le 23 avril, au premier tour de l'élection présidentielle, J-M Le Pen obtient 15 % des suffrages exprimés, et déclare pour le second tour : « Chirac, c'est Jospin en pire » mais également « Il faut rendre Lionel Jospin à son camp, il faut rendre Lionel Jospin à Delors, à son parti marxiste, eurofédéraliste, là aussi parti de l'étranger ».
- Le 1er mai, à Paris, l'immigré marocain Brahim Bouraam est poussé dans la Seine par un participant à une manifestation du Front national ; il y meurt noyé.
- En juin, aux élections municipales, les listes du Front national remportent trois mairies de la région Provence-Alpes-Côte d'Azur dans des triangulaires (majorités relatives) :
  - Marignane (Bouches-du-Rhône), avec 33,49 % au premier tour et 37,27 % au second, Daniel Simonpieri est élu maire.
  - Toulon (Var), avec 31,02 % au premier tour et 37,02 % au second, Jean-Marie Le Chevallier est élu maire.
  - Orange (Vaucluse), avec 31,37 % au premier tour et 35,93 % au second, Jacques Bompard est élu maire.
- Lors des élections cantonales, le FN obtient en moyenne 8,1 % dans les 2 035 cantons où il était représenté.
- Le 29 août 1995, le corps de Jean-Claude Poulet-Dachary est découvert dans la cage d'escalier de son immeuble, gisant dans une mare de sang. Âgé de 46 ans, ancien légionnaire et homosexuel notoire, il était l'homme de confiance du maire de Toulon. Quatre ans plus tard, son amant, Jean-Marc Petroff, est arrêté et mis en examen pour violences ayant entraîné la mort sans intention de la donner (faits requalifiés en meurtre en 2001). Après avoir été acquitté en 2005, il est condamné en appel à 15 ans de réclusion criminelle en 2006 mais des zones d'ombres subsistent.
- En octobre, le Renouveau étudiant est repris en main par la direction du FN, après des nombreux actes de violence de la part de ses membres issus de groupuscules radicaux. Certains dissidents créent avec le soutien officieux de Bruno Mégret, en sous main, l'Union nationale des étudiants de droite.
- Le 6 novembre voit la création du Front-National-Police (FNP), premier des syndicats Front national.

### 1997
- Le 9 février, la liste du Front national, menée par Catherine Mégret, épouse de Bruno Mégret, « délégué général » du parti, inéligible pour cause de dépassement du plafond d'un précédent compte de campagne, obtient 46,7 % dès le premier tour et remporte au second tour, à la majorité absolue (52,48 %), l'élection municipale partielle de Vitrolles, dans les Bouches-du-Rhône.
- Le Congrès de Strasbourg marque le début du clivage entre Le Pen et Bruno Mégret. Le nouveau comité central est largement dominé par les Mégrétistes. Marine Le Pen est battue à l'élection au comité central malgré l'appui du Président et Samuel Maréchal est élu, mais de justesse.
- Les 25 mai et 1er juin, aux élections législatives. Jean-Marie Le Chevallier, maire frontiste de Toulon, est élu député dans le 1re circonscription du Var avec 32,39 % au premier tour et 53,16 % au second). Toutefois, son élection sera invalidée en février 1998 par le Conseil constitutionnel, son épouse est alors présentée comme candidate mais est battue.

### 1998
- mars 1998, aux élections régionales, le FN obtient 275 élus dans les 22 régions métropolitaines. Charles Baur en Picardie, Jacques Blanc en Languedoc-Roussillon, Bernard Harang au Centre, Charles Millon en Rhône-Alpes, Jean-Pierre Soisson en Bourgogne, acceptent une alliance de circonstance avec le FN et sont élus avec les voix frontistes à la présidence de leur région. Jean-François Humbert en Franche-Comté démissionne aussitôt, refusant toute compromission avec le FN. Il est ensuite réélu sans les voix du FN.
  - Sous la pression, Bernard Harang démissionne lui aussi, puis il est remplacé par le socialiste Michel Sapin. L'élection de Charles Millon sera invalidée et il sera remplacé en janvier 1999 par Anne-Marie Comparini (UDF) qui gouvernera la région Rhône-Alpes avec une majorité constituée principalement par la gauche et seulement 15 conseillers de droite.
- 2 avril : Le Pen est condamné à deux ans d'inéligibilité (réduits à un an par la cour d'appel) et 8 000 F d'amende et trois mois de prison avec sursis par le Tribunal correctionnel de Versailles pour « violences en réunion » et « injures publiques » (faits requalifiés par la Cour d'appel en « violences sur personne dépositaire de l'autorité publique dans l'exercice de ses fonctions ») pour avoir agressé la maire et candidate socialiste Annette Peulvast-Bergeal lors des législatives de 1997[8]. Le 23 novembre 1999, la Cour de cassation a rejeté son pourvoi[9],[10]. Cette inéligibilité pour les européennes de 1999 va être un des facteurs de la scission avec la branche de Mégret.

Fort de son score aux régionales, Mégret commence à entrer en conflit avec Le Pen au mois d'août, notamment sur la direction de la liste FN pour les européennes de juin 1999. Le Pen, empêché par la justice française en avril 1998 d'être candidat aux élections européennes de 1999, avait décidé que la liste FN serait conduite par sa femme Jany. S'y ajoute une rivalité idéologique : Mégret se déclare en faveur d'éventuels alliances avec le RPR, Le Pen y est opposé.
- décembre 1998 : Bruno Mégret entre en conflit ouvert avec Jean-Marie Le Pen, le chef historique.
  - Samedi 5 : au conseil national, Bruno Mégret ainsi que 4 de ses proches (Jean-Yves Le Gallou, Philippe Olivier, Franck Timmermans et Serge Martinez) sont suspendus, avec beaucoup de remous.
  - Dimanche 6 : Le Pen traite ses opposants de « minorité extrémiste, activiste et même raciste ».
  - Lundi 7 : Serge Martinez prend l'initiative de réclamer un congrès extraordinaire pour dénouer la crise, ce qui est refusé par Le Pen. Statutairement, il suffit que 20 % des adhérents le réclament pour qu'un congrès soit convoqué.
  - Le 13, les amis de Mégret organisent un Conseil national s'appuyant sur un mouvement de pétitions (environ 15000). Ce conseil convoque un Congrès du Front national à Marignane les 23 et 24 janvier 1999.
  - Le 23 décembre, les cinq suspendus sont officiellement exclus du FN pour félonie. Daniel Simonpieri, Pierre Vial et Yvan Blot (lequel reviendra rapidement au FN) qui avaient pris parti pour Mégret sont également exclus.

| Bilan et enjeux                                | fidèles au FN | passés au MNR | autres |
| ---------------------------------------------- | ------------- | ------------- | ------ |
| 10 parlementaires européens                    | 6 (1)         | 3 (2)         | 1 (3)  |
| 275 conseillers régionaux                      | 131           | 140           | 4 (4)  |
| 8 conseillers généraux                         | 5 (5)         | 3 (6)         | -      |
| 4 maires de villes de plus de 20 000 habitants | 1 (7)         | 2 (8)         | 1 (9)  |
| 44 membres du bureau politique                 | 29            | 14            | 1      |
| 120 membres du comité central                  | 67            | 52            | 1      |
| 97 secrétaires départementaux                  | 39            | 57            | 1      |

Commentaires :
(1) : Bruno Gollnisch, Jean-Claude Martinez, Carl Lang, Marie-France Stirbois, Bernard Antony et Fernand Le Rachinel.
(2) : Jean-Yves Le Gallou, Yvan Blot et Éric Pinel, mais les deux derniers sont revenus rapidement vers J-M Le Pen.
(3) : Jean-Marie Le Chevallier a continué sa dissidence personnelle.
(4) : dont 1 a rallié le Mouvement Régionaliste Alsacien.
(5) : Marie-France Stirbois en Eure-et-Loir, Fernand Le Rachinel dans la Manche, Pierre Descaves dans l'Oise, Jean-Pierre Reveau à Paris, et Éliane Guillet de la Brosse dans le Var.
(6) : Daniel Simonpieri dans les Bouches-du-Rhône, Gérard Freulet dans le Haut-Rhin et Dominique Michel dans le Var.
(7) : Jacques Bompard à Orange.
(8) : Daniel Simonpieri à Marignane et Catherine Mégret à Vitrolles.
(9) : Jean-Marie Le Chevallier à Toulon.

### 1999
- Le 9 janvier, Jean-Marie Le Chevallier déclare : « Le Var et Toulon vont connaître la plus forte explosion démographique de France, avec beaucoup de Français du Nord et d’Européens voulant profiter du climat, mais aussi une partie qui arrivera des pays du sud, de confession musulmane. Or nous savons que l’islam, quand il devient révolutionnaire, est une véritable catastrophe. (...) »
  - Le « congrès du Front national » décidé par les amis de Mégret (23 au 24 janvier 1999 crée officiellement le « Front national-Mouvement national ». Mégret en est élu président. Le Pen, non candidat en est élu président d'honneur. Le Pen conteste l'utilisation du logo et du nom du parti.
- Le 27 mars, Jean-Marie Le Chevallier, maire de Toulon et parlementaire européen entre en dissidence contre J.-M. Le Pen.
- Le 11 mai, le Tribunal de Grande instance de Paris reconnaît au FN de Le Pen, le droit exclusif du titre Front national, son logo et le fichier du parti. Le FN-Mouvement national est immédiatement rebaptisé « Mouvement national », puis Mouvement national républicain (MNR) le 2 octobre.
- Le 13 juin, aux élections européennes, la liste FN obtient 5,70 % et 5 élus : Jean-Marie Le Pen, Charles de Gaulle, le petit-fils, homonyme du général et élu sur la liste conduite par Philippe de Villiers en 1994, Jean-Claude Martinez, Bruno Gollnisch et Carl Lang. La liste « Européens d'accord, Français d'abord » conduite par Bruno Mégret obtient 3,28 %. C'est à l'occasion de ces élections européennes que Jean-François Touzé, qui avait créé 10 ans plus tôt les Comités espace nouveau, revient, avec armes et bagages, au Front national.

## Années 2000

### 2000
- 28 au 30 avril : a lieu à Paris, le XIe congrès du Front national. C’est le premier congrès officiel du mouvement après la scission de décembre 1998 qui a fracturé le parti, entrainant la création du MNR par Bruno Mégret et ses proches. Ce congrès est marqué par une réactualisation des propositions et une recomposition interne du mouvement en vue de l'élection présidentielle de 2002, ainsi que par la réélection de Jean-Marie Le Pen à la tête du parti.

### 2001
- 11 mars : les listes conduites par Jacques Bompard, à Orange, et Marie-Christine Bignon, à Chauffailles (Saône-et-Loire), sont élues dès le premier tour des élections municipales, avec un score identique de 60 % des voix. En revanche, à Toulon, la liste menée par le maire sortant et dissident, Jean-Marie Le Chevallier, est battue avec 7 % des voix, probablement en raison de dissensions et rivalités au sein de l'équipe sortante.
- 18 mars : à Marignane, municipalité conquise en 1995 à la majorité relative, le 2e tour des élections municipales voit la victoire, là encore avec un score proche de 60 %, de la liste emmenée par le candidat du MNR Daniel Simonpieri (transfuge qui soutiendra activement Jean-Marie Le Pen lors du 2e tour de l'élection présidentielle de 2002).
- Lors des élections cantonales, le FN obtient en moyenne 6,94 % dans les 1 933 cantons où il était représenté.

### 2002
- En vue de la prochaine élection présidentielle, Jean-Marie Le Pen semble éprouver des difficultés afin de rassembler les 500 parrainages nécessaires pour valider sa candidature auprès du Conseil constitutionnel. Selon lui, l’équipe de campagne du chef de l’État fait pression sur les élus locaux soit pour qu’ils refusent de lui accorder leur signature soit pour qu’ils renoncent à honorer leur éventuelle promesse de signature. Finalement, le président du Front national atteindra son objectif et sa candidature sera retenue. Au cours de cette campagne du premier tour, les observateurs ont pu remarquer le travail effectué par la cellule « Idées images » conduite par Marine Le Pen et Jean-François Touzé afin de « relooker » l'image de Jean-Marie Le Pen (Remarque : cette idée est régulièrement battue en brèche par les opposants internes de Marine Le Pen. Le matériel de campagne du premier tour a été entièrement réalisé par l'équipe de Bruno Gollnisch, notamment Martial Bild et Gilles Arnaud, alors responsable du pôle graphique du CLPP2002).

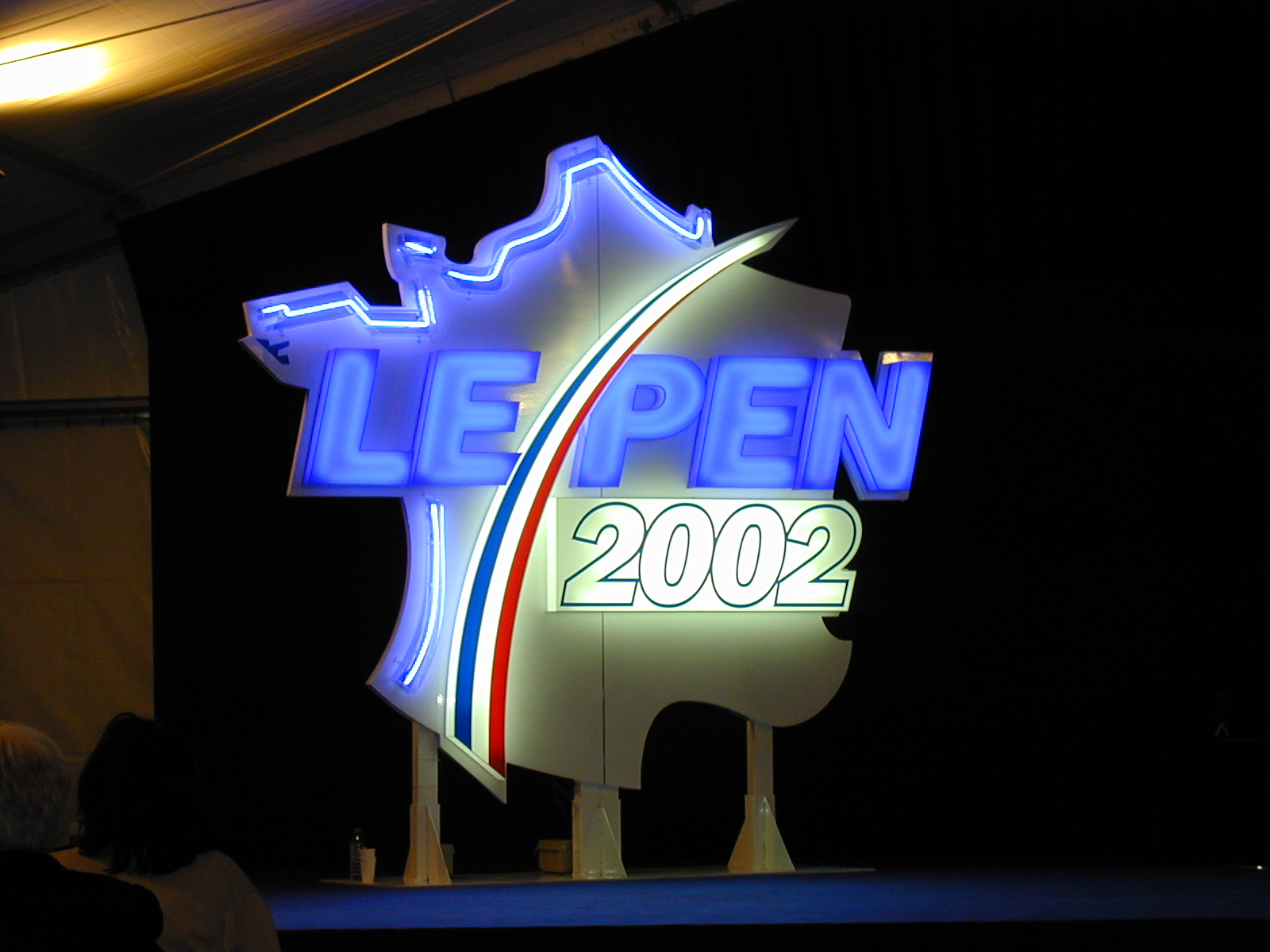
Campagne pour l’élection présidentielle de 2002.

- 21 avril : ayant recueilli 16,86 % des suffrages au premier tour de l'élection présidentielle, Jean-Marie Le Pen est qualifié pour le second tour. La qualification du président du Front national pour le second tour provoque un séisme politique et sera suivie de nombreuses manifestations de protestation dans toute la France. Seul le candidat du MNR, Bruno Mégret (2,34 %), se félicitant « des scores de la droite nationale et républicaine », lui apporte son soutien. Le premier ministre socialiste, Lionel Jospin, grand perdant du scrutin, annonce à cette occasion son retrait de la vie politique.
- Au soir du premier tour, Le Pen affiche son ambition de rassemblement en s’adressant aux déçus et aux abstentionnistes de tout bord : « n’ayez pas peur de rêver, vous les petits, les sans-grades, les exclus ». Il se définit comme « socialement à gauche, économiquement à droite et, plus que jamais, nationalement de France » et cherche à séduire une partie de l’électorat, autrefois représentée par le PCF (qui s’effondre à 3,37 %) ou l’extrême gauche (qui atteint plus de 10 % des suffrages) : « vous les mineurs, les métallos, les ouvrières et les ouvriers de toutes les industries ruinées par l’euromondialisme de Maastricht. Vous, les agriculteurs aux retraites de misère et acculés à la ruine et à la disparition, vous aussi qui êtes les premières victimes de l’insécurité ».
- 5 mai : le président sortant Jacques Chirac, qui avait obtenu 19,88 % des voix au premier tour, est réélu avec un score de plus de 82 % des suffrages exprimés. Toutefois, Jean-Marie Le Pen avec 17,79 % des suffrages, obtient 5 millions et demi de voix.

### 2003
- 10 avril : Jean-Marie Le Pen est destitué de son mandat de parlementaire européen.
- 19-21 avril : lors du XIIe congrès national, Marine Le Pen, la fille de Jean-Marie, devient vice-présidente du Front national, à cette occasion, selon certains journalistes, une fronde interne aurait eu lieu, mais sans aucune confirmation. Gollnisch est confirmé comme le successeur désigné de J.-M. Le Pen.
- 4 juillet : Bernard Antony, chef de file des nationaux-catholiques du FN, démissionne du bureau politique.
- En août, le Front national désirait organiser son Université d'été au palace de l'Impérial à Annecy. Or ce dernier s'est vu notifier, trois semaines avant, une interdiction par la municipalité de recevoir cet évènement, alors que le lieu était réservé depuis le mois d'avril. Après un recours négatif, auprès du tribunal de première instance, puis un autre recours toujours négatif auprès de la cour d'appel, le Conseil d'État avait fini par juger inconstitutionnelle toute manœuvre tendant à empêcher la libre expression d'un parti politique, et avait autorisé la tenue de l'université d'été du Front national. Cette décision fait aujourd'hui jurisprudence.

### 2004
- 22 février : Jean-Marie Le Pen est déclaré inéligible en Provence-Alpes-Côte d'Azur par le tribunal administratif de Marseille, sur l'argument d'une mauvaise domiciliation fiscale.
- 21 mars : Premier tour des élections régionales (et premier tour des élections cantonales pour la moitié des cantons).

### 2005
- 7 janvier : La parution du journal Rivarol déclenche une nouvelle polémique, en rapportant des propos tenus par Jean-Marie Le Pen selon lesquels il estime que l'occupation allemande de la France n'avait pas été « si inhumaine ». Il estime qu'il s'est « fait piéger » par le journaliste et n'a pas lu l'interview avant sa publication. À la suite de cette parution, sa fille Marine Le Pen, très en colère, prend ses distances avec son père et avec les instances dirigeantes du FN. Elle estime que ces déclarations sont allées gravement à l'encontre de la stratégie de « dédiabolisation » à laquelle elle s'est consacrée sans relâche depuis trois ans[12].
- En août, Jacques Bompard, le maire d'Orange déclare : « Avant de vouloir combattre le système en place (...) il faut être capable, il faut être responsable, il faut être crédible. Or je ne crois pas hélas, que ce soit l'image que donne notre famille de pensée aujourd'hui en France (...) Les événements de la Seconde Guerre mondiale n'intéressent pas les Français. Les discours imprécateurs, les provocations verbales (...) choquent également ou désorientent (...) Nous avons trop souffert et souffrons encore tous les jours du poids de l'ego au sein du mouvement national ». Au sujet de l'absence d'élus : « La faute en revient uniquement au mirage présidentiel, à ceux qui pensent que l'on pèse plus politiquement lorsqu'on est battu à une élection nationale que vainqueur à un scrutin local. »
- En septembre 2005, Jean-Marie Le Pen, dans l'hypothèse d'un deuxième tour entre la gauche et Sarkozy en 2007, déclare : « Jacques Chirac a témoigné à l'égard du FN d'une hostilité constante et injustifiée (...) alors que Sarkozy, lui, nuance tout de même sa rivalité politique bien naturelle. Sur un certain nombre de sujets, il est d'accord avec les propositions que j'ai faites. »
- Le 9 septembre, lors du bureau exécutif, Bruno Gollnisch, le numéro 2, et Carl Lang, le numéro 3, ont refusé l'exclusion de Jacques Bompard. De plus ils refusent de prendre la direction de la campagne présidentielle de J-M Le Pen.
- Les 8 et 9 octobre, le FN a renoué avec sa traditionnelle fête des Bleu-blanc-rouge qui n'avait pu être organisée depuis 2001, car la pelouse de Reuilly à Vincennes, lui était désormais interdite. Elle a été organisée au parc des expositions du Bourget.
- Le 11 octobre, Louis Aliot remplace Carl Lang au poste de secrétariat général.

### 2006
- Le 18 avril, Marie-France Stirbois décède des suites d'un cancer.
- Le 20 décembre 2006, renonçant à se présenter lui-même, Bruno Mégret se rallie à la candidature de Jean-Marie Le Pen pour l'élection présidentielle de 2007, dans le cadre d'une « Union des patriotes », chaque mouvement gardant son autonomie et ses spécificités. Bruno Mégret avait déjà appelé à voter pour le président du Front national au second tour de l'élection présidentielle de 2002 où il avait réalisé 2,34 % des suffrages de vote lors du premier tour.

### 2007
- Le 25 février, lors du discours de clôture de la convention de Lille, Jean-Marie Le Pen dénonce particulièrement « le capitalisme financier planétaire ».
- Le 22 avril, Jean-Marie Le Pen recueille 10,54 % des suffrages au premier tour de l'élection présidentielle, ce qui constitue pour la première fois un reflux par rapport à l'élection précédente de même nature. Ce reflux est confirmé et amplifié lors des législatives du 10 juin, lors desquelles le FN obtient 5 % des voix sur le plan national. À la suite de ce revers électoral et au déficit financier qui en découle, l'édition 2007 de la Fête des Bleu-blanc-rouge a été annulée et une « souscription nationale » lancée pour renflouer les caisses du parti.
- Le XIIIe congrès du Front national s'est tenu les 17 et 18 novembre 2007 à Bordeaux. Jean-Marie Le Pen a été réélu à la tête du parti avec 97,7 % des voix.

### 2008
- Lors des élections municipales de mars 2008, le FN a présenté des listes dans une centaine de villes de plus de dix mille habitants, et a pu se maintenir au second tour dans les villes où il a réussi à avoir plus de 10 % des suffrages exprimés : Hénin-Beaumont (28,53 %, Pas de Calais, 5 élus), Cluses (23,60 %, Haute-Savoie, 3 élus), Villers-Cotterêts (18,64 %, Aisne'3 élus), Noyon (16,97 %, Oise, 1 élu), Marseille-8e (12,66 %, Bouches-du-Rhône, 3 élus), Perpignan (12,29 %, Pyrénées-Orientales, 2 élus), Vernon (11,91 %, Eure, 1 élu), Carpentras (11,58 %, Vaucluse, 1 élu), Marseille-7e (11,81 %, Bouches-du-Rhône, 1 élu), Romans-sur-Isère (11,41 %, Drôme, 1 élu), Villeneuve-Saint-Georges (11,39 %, Val-de-Marne, 1 élu), Harnes (11,27 %, Pas-de-Calais, 1 élu), Béziers (10,70 %, Hérault), Mulhouse (10,31 %, Haut-Rhin, 4 élus), ce qui lui a permis d'avoir des élus.
- Au premier tour il a aussi eu des élus à : Farino (29,00 %, Nouvelle-Calédonie), Vervins (25,00 %, Aisne), Le Muy (20,00 %, Var), Oignies (19 %, Pas-de-Calais), Bourg-de-Péage (14,50 %, Drôme), Fréjus (12,50 %, Var), Calais (12,35 %, Pas-de-Calais), Cagnes-sur-Mer (11,81 %, Alpes-Maritimes), Vénissieux (11,16 %, Rhône), Alès, Arras, Auxerre, Caudry, Enghien-les-Bains, Guînes, L'Haÿ-les-Roses, Lyon-9e, Le Mont-Dore (Nouvelle-Calédonie), Romorantin, Saint-Cloud, Taverny, Toulon, Troyes, Lisbourg.
- Lors des élections cantonales, le FN a obtenu en moyenne 8,07 % dans les 1 020 cantons où il était représenté, confirmant ainsi sa remontée. Dans 253 cantons, il obtient plus de 10 % des voix au premier tour, parmi eux : Doulaincourt-Saucourt (28,94 %, Haute-Marne), Ville-sur-Tourbe (28,12 %, Marne), Oulchy-le-Château (26,90 %, Aisne), Marquise (23,14 %, Pyrénées-Orientales), Lormes (20,81 %, Nièvre), Nogent (20,56 %, Haute-Marne), Wingles (19,94 %, Pas-de-Calais), Villers-Cotterêts (19,74 %, Aisne), Marguerittes (19,46 %, Gard), Heiltz-le-Maurupt (19,45 %, Marne), Courtomer (19,20 %, Orne), Saint-Blin (19,02 %, Haute-Marne), Beaune-la-Rolande (18,70 %, Loiret), Bourbonne-les-Bains (18,64 %, Haute-Marne), Terre-Natale (17,86 %, Aisne), Marseille-Saint-Mauron (17,23 %, Bouches-du-Rhône), Ferrières (16,79 %, Loiret), Hénin-Beaumont (16,79 %, Pas-de-Calais), Saint-Pons-de-Thomières (16,71 %, Hérault), La Vistrenque (16,70 %, Gard), Monsols (16,68 %, Rhône), Marseille-Notre-Dame (16,49 %, Bouches-du-Rhône), Aubigny-sur-Nère (16,38 %, Cher), Grandvilliers (16,25 %, Oise), Bischwiller (16,19 %, Bas-Rhin), Vertus (16,18 %, Marne)...
- 16 mars 2008, il s'est maintenu au second tour dans neuf d'entre eux, à : Marseille-Saint-Mauron (24,80 %, Bouches-du-Rhône), Lure-sud (18,94 %, Haute-Saône), Hénin-Beaumont (17,68 %, Pas-de-Calais), Villers-Cotterêts (17,56 %, Aisne), Marguerittes (17,54 %, Gard), La Vistrenque (16,97 %, Gard), Grandvilliers (15,08 %, Oise), Romilly-sur-Seine (12,61 %, Aube), Bray-sur-Seine (11,52 %, Seine-et-Marne).
- 24 avril 2008, le magazine Bretons publie une interview de Jean-Marie Le Pen dans laquelle le président du Front national réitère ses propos sur les chambres à gaz. En 1997, ses mêmes propos lui avaient valu une condamnation à 1,2 million de FF (183 200 euros) pour banalisation des persécutions nazies. L'UEJF, la Licra et le MRAP annoncent des poursuites.

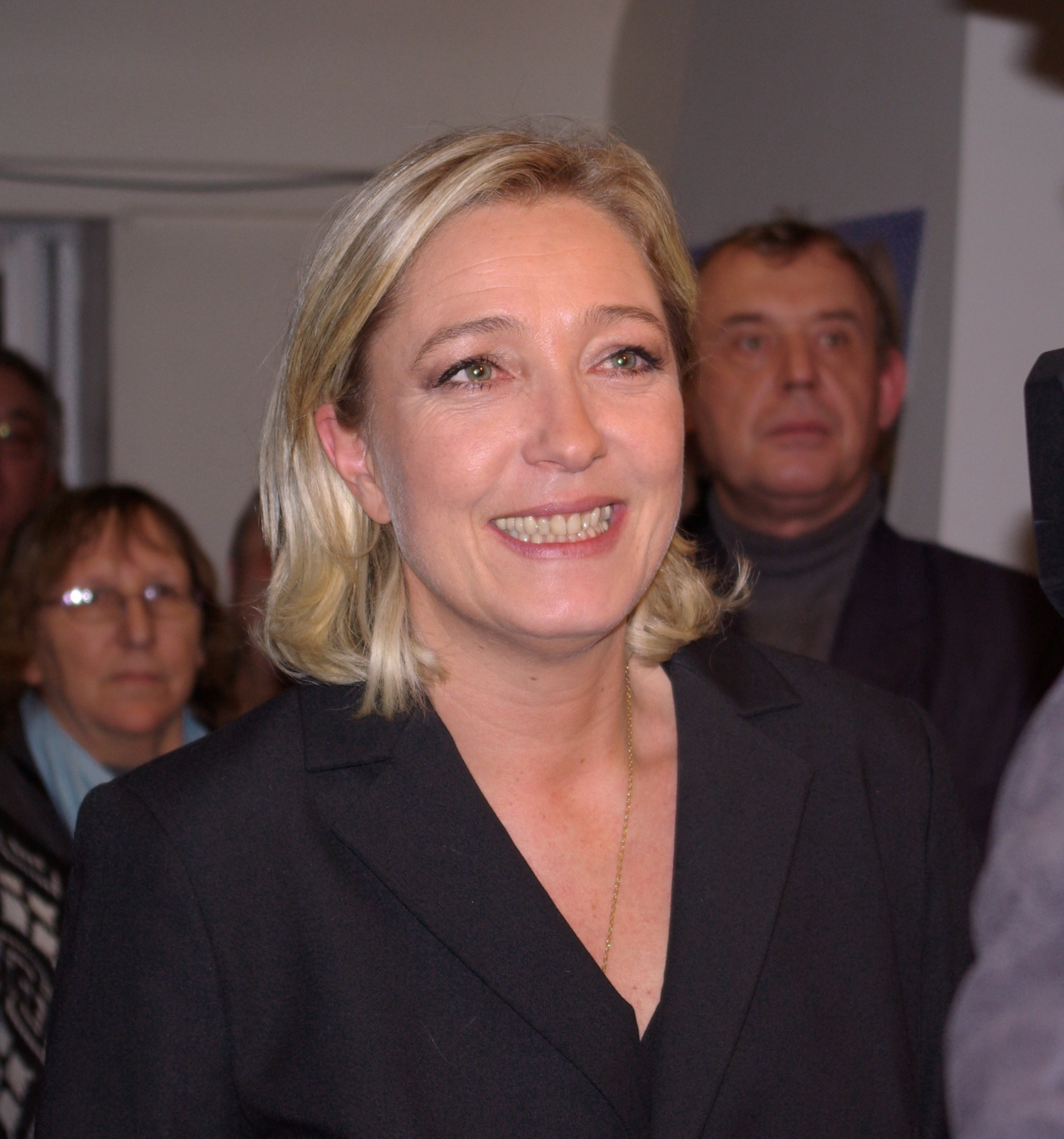
Marine Le Pen (en 2008).

- 25 avril 2008, la vice-présidente du Front national, Marine Le Pen déclare sur BFM-TV, qu'elle « ne partage pas sur ces évènements la même vision » que son père a exprimé dans l'interview publié la veille.
- Le FN met en vente son siège de Saint-Cloud par une procédure d'appel d'offres, il espère un prix de vente entre 15 et 20 millions d'euros pour les 5 200 m². Le siège social du mouvement doit être transféré à Nanterre (rue des Suisses) dans un immeuble de 1 850 m² pris en location. Les autres dispositions sont : transfert du discours du 1er mai place des Pyramides au lieu de la place de l'Opéra, non organisation pour la deuxième année consécutive de la fête des BBR, suspension de la publication du magazine mensuel FDA.
- Le bailleur de fonds historique du FN, Fernand Le Rachinel, député européen, entame une procédure judiciaire pour récupérer les 7 millions d'euros avancés l'année dernière.
- 1er mai 2008 : Par mesure d'économie, le discours de Jean-Marie Le Pen prononcé à la fin du traditionnel défilé du 1er mai, habituellement sur la place de l'Opéra à Paris, s'est tenu place des Pyramides. De plus, le mensuel Français d'abord, organe officiel du parti, annonce sa propre disparition pour la même raison.
- 24 juin 2008, Jean-Marie Le Pen fête ses 80 ans et annonce qu'il veut conduire lui-même la campagne aux élections européennes de 2009 : « Je suis le seul député qui ai voté contre la ratification du traité de Rome en 1957 et qui est toujours dans l'arène politique aujourd'hui. [...] Les Français ont besoin d'un certain temps pour admettre que Nicolas Sarkozy les a floués. Les élections européennes de juin 2009 seront l'occasion de le sanctionner. » Il estime que sa notoriété peut suppléer — comme cela est déjà arrivé — la crise actuelle du militantisme frontiste et la faiblesse des moyens financiers.
- En octobre 2008, Jean-Claude Martinez annonce sa décision d'être candidat aux élections européennes de juin 2009 dans le Sud-Ouest et de mener sa propre liste face à la liste du Front national dont il est vice-président. Il marque sa volonté de former, sous le nom de "Maison de la vie et de la liberté", des listes dissidentes dans toutes les régions. Fernand Le Rachinel qui a démissionné du FN se rallie à cette initiative et annonce sa décision de se présenter sous les couleurs de "Maison de la vie et de la liberté" dans la région Nord-Ouest.
- 13 novembre 2008, Carl Lang, député européen et ancien secrétaire général du FN annonce lors d'un "point presse" dans les salons de l'hôtel Kyriad à Boulogne, dans les Hauts-de-Seine, qu'il monte sa propre liste aux élections européennes de juin 2009 dans la région Nord-Ouest face à Marine Le Pen investie par le FN. Fort du soutien du soutien d'une majorité de conseillers régionaux FN dans sa région, il déclare ne pouvoir accorder sa confiance, ni politique ni technique ni humaine, à la fille de Jean-Marie Le Pen. Il assure bénéficier également du soutien de Christian Baeckeroot et de Fernand Le Rachinel, tout en annonçant qu'il va rencontrer prochainement Jean-Claude Martinez afin de déterminer si leurs initiatives respectives peuvent s'articuler.
- 17 novembre 2008, Carl Lang et Jean-Claude Martinez, entrés en dissidence pour les européennes de juin 2009 et tous deux opposés à Marine Le Pen, sont suspendus du Front national par une décision du bureau exécutif.
- 24 novembre 2008, Martial Bild démissionne pour des raisons personnelles de ses fonctions de secrétaire départemental de Paris ainsi que de toutes ses responsabilités au sein du Front national.
- 25 novembre 2008, Bruno Gollnisch, considéré comme le principal adversaire de Marine Le Pen dans la course à la succession à la tête du mouvement, présente sa démission au bureau politique du Front national ; il est confirmé dans ses fonctions. Faisant référence à la suspension de Carl Lang et Jean-Claude Martinez, il déclare : « Je ne peux approuver les candidatures dissidentes, mais je n'ai pas réussi à réconcilier avec Jean-Marie et Marine Le Pen ceux que je considère toujours comme des amis ».
- Fin novembre 2008, Jean-Claude Martinez passe des accords avec Carl Lang et Fernand Le Rachinel dans la perspective des élections européennes de 2009.

### 2009
Janvier
- 8 janvier 2009 :
  - Jean-Marie Le Pen dénonce « les apprentis sorciers de l'économie » responsables de la crise financière : Auréolés d'une gloire factice, éblouis par des idées qu'ils croyaient modernes, ils ont détruit les nations, les États constitués [...] les services publics, tous livrés aux lois de la marchandisation universelle [...] Les voilà tous, avec l'ardeur des néophytes, des nouveaux convertis, défenseurs des nations protectrices, des intérêts de la communauté nationale, adeptes du contrôle et des réglementations, eux qui ne juraient hier que par le "laissez faire, laissez aller"  ». Il traite la président de la République de « fondé de pouvoir des grands du CAC 40 », « ce n'est pas Nicolas Sarkozy, c'est Nicolas Fouquet! », du nom du surintendant des finances de Louis XIV soupçonné de malversations financières par le roi, condamné et jeté en prison. Évoquant le lourd endettement auquel le FN doit faire face, Jean-Marie Le Pen assure que son parti est « enfin sorti de ses ennuis financiers », même s'il n'a pas encore réussi à vendre son ancien siège de Saint-Cloud (Hauts-de-Seine).
  - La vice-présidente du mouvement, Marine Le Pen déclare : « Nous sommes parvenus à un accord avec les banques qui nous laisse de longs mois pour vendre le siège ».
- 13 janvier 2009 : Jean-Marie Le Pen dénonce « le bluff » du ministre de l'Immigration Brice Hortefeux sur le nombre de reconduites à la frontière, estimant qu'un nombre important de personnes reconduites « revenaient » ensuite en France : « Le ministre de l'Immigration annonce triomphalement que près de 30 000 étrangers ont été reconduits aux frontières en 2008, soit 28,5 % de plus qu'en 2007. Or la grande majorité de ces « retours volontaires » sont des « retours humanitaires » de Roms roumains et bulgares qui empochent le pécule qu'on leur donne et reviennent ensuite quand ils veulent, au nom de la libre circulation des citoyens de l'Union européenne. Pendant que M. Hortefeux prend les Français pour des imbéciles, l'immigration se poursuit donc comme avant, augmentée de "l'immigration de travail" voulue par M. Sarkozy aux dépens des travailleurs français ».
- 21 janvier 2009 : la Cour d'appel confirme la condamnation de Jean-Marie Le Pen à trois mois de prison avec sursis et à une amende de 10 000 euros pour ses propos tenus lors d'une interview donnée au journal Rivarol en janvier 2005 et tendant à minimiser les crimes commis par les nazis sous l'Occupation[13].
- 22 janvier 2009 : le Front national prononce la « suspension, dans l'attente de sa convocation devant la commission de discipline du mouvement » d'un de ses militants, Tanguy Deshayes (41 ans), tête de liste du FN dans le 20e arrondissement aux dernières élections municipales de Paris en 2008. Il est mis en examen pour « menaces de mort » contre un jeune éleveur bio de 29 ans, Jean-Hughes Bourgeois de Teilhet. Il a reconnu devant la justice avoir envoyé au moins une des lettres de menaces adressées au jeune éleveur bio qui a fini par quitter la région en 2008 après avoir vécu de longs mois de menaces et de violences et a revendu sa ferme, écœuré par les attaques à son encontre[14].
- 27 janvier 2009 : Martine Lehideux, Martial Bild, Michel de Rostolan, Myriam Baeckeroot et Michel Bayvet quittent le Front National et fondent le « groupe des nationaux et indépendants ».

Février
- 1er février 2009 : Alain Soral, membre du comité central et président d'Égalité et Réconciliation, quitte le Front national, en réglant publiquement ses comptes avec Marine Le Pen et en dénonçant l'évolution déliquescente du FN.
- 4 février 2009 : la Cour de cassation rejette le pourvoi formé par Jean-Marie Le Pen, rendant définitive sa condamnation à 10 000 euros d'amende pour provocation à la discrimination raciale, pour des propos sur les musulmans de France tenus en avril 2004 au journal d'extrême droite Rivarol.
- 8 février 2009 : le président du Front national, Jean-Marie Le Pen, à Marseille, estime que l'effet de la crise dans l'opinion lui permettra de réaliser un score d'au moins 10 % aux prochaines européennes pour lesquels il mène la liste de son parti dans le sud-est. Il annonce aussi qu'il sera tête de liste de son parti aux élections régionales de 2010 en Provence-Alpes-Côte d'Azur, alors qu'il avait été déclaré inéligible aux régionales de 2004 faute d'inscription au rôle des contributions directes sur la région : « Les sondages donnaient le PS, l'UMP et le Front national à égalité [...], j'ai été victime d'une manœuvre politique : privé de sa tête de liste le FN avait fait un moins bon score qu'attendu [...] Il est raisonnable de penser que ce sont mes dernières élections, sauf circonstances extraordinaires [...] on va avoir des résultats qui vont en surprendre plus d'un [pronostiquant] un recul de l'UMP et une montée des oppositions et singulièrement du FN [...] Aux élections européennes on a toujours fait 10 à 11 %, on sera dans ces eaux-là, plus peut être compte tenu de la crise et de l'impact qu'elle va avoir sur l'opinion [...] Plus Sarkozy ira vers la gauche, plus il libérera l'espace de droite qu'il avait indûment occupé pendant la campagne électorale de 2007 [...] La crise va être un révélateur [...] Le FN a connu un échec relatif à la présidentielle et très sévère aux législatives mais j'ai connu le PS à 5 % ». Lors de la conférence de presse il a aussi affirmé que le maire UMP, Jean-Claude Gaudin, « prétend qu'il y a 300 000 musulmans à Marseille, le jour où ils seront 800 000 le maire ne s'appellera plus Gaudin mais peut-être Ben Gaudin [...] L'immigration de masse tend à prendre l'allure d'une véritable colonisation ».
- 11 février 2009 : la Cour d'appel de Versailles condamne le Front national à rembourser à l'imprimeur et ancien député européen Fernand Le Rachinel plus de 6,3 millions d'euros de dettes, majorées de près de 599 865 euros d'intérêts. Cet imprimeur, qui était l'un des principaux bailleurs de fonds du FN, avait assigné le parti en redressement judiciaire afin d'obtenir le remboursement des créances liées aux élections législatives de mai 2007[15]
- 15 février 2009 : le président du FN, interrogé sur son choix à l'élection présidentielle de 2012, déclare que face à ce « cruel dilemme » -- choisir entre Nicolas Sarkozy et Martine Aubry -- « si je ne peux pas faire autrement, je ne sais pas si je n'essaierais pas Mme Aubry ». Il exclut pour sa part de se présenter à la prochaine présidentielle, « sauf circonstances exceptionnelles ». Cependant « si une campagne électorale devait avoir lieu très vite, seul un homme d'expérience pourrait y aller. Et dans ce cas seul, j'irais [...] J'ai toujours détesté le mot retraite ».
- 23 février 2009 : l'ancien secrétaire général du Front national, Carl Lang, lance officiellement son nouveau mouvement, le Parti de la France, sous la bannière duquel il promet cinq listes aux européennes, déclarant : « Je crois que le FN a été incarné par la personnalité de Jean-Marie Le Pen. Aujourd'hui il est nécessaire de préparer l'avenir en reconstruisant le courant national ». Carl Lang, qui a quitté le parti sur fond de rivalité avec Marine Le Pen, était entouré de plusieurs élus issus du Front national, notamment des conseillers généraux et des conseillers régionaux, ainsi que de quelques vieux compagnons de route de Jean-Marie Le Pen, comme Bernard Antony, Martine Lehideux, Martial Bild ou Fernand Le Rachinel. Un message de l'ancien vice-président du FN Jean-Claude Martinez, autre eurodéputé dissident, a été lu à la tribune, dans lequel ce dernier apporte son soutien au mouvement de Carl Lang, dont il sera la tête de liste dans le Sud-Ouest aux européennes de juin prochain.

Mars
- 15 mars 2009 : Devant plus d'un millier de cadres, élus et militants réunis à Arras (Pas-de-Calais), le président du Front national, Jean-Marie Le Pen, lance sa campagne pour les Européennes. Il a dénoncé « l'idéologie libre-échangiste et arbitraire de Bruxelles », qui contribue à « démanteler notre modèle économique et social, un modèle fragile qui s'était bâti sur de difficiles compromis [...] L'Europe a rétabli le travail de nuit des femmes, pourtant aboli au XIXe siècle, l'Europe a rétabli l'interdiction du travail le dimanche, l'Europe autorise les ouvriers polonais en France à travailler aux conditions du droit social polonais ».
- 24 mars 2009 : Marine Le Pen se dit « scandalisée de la haine exprimée à l'égard du pape » après ses propos sur le préservatif et le sida : « Le pape c'est le pape. L'église catholique exprime l'idéal de l'abstinence, l'idéal de la fidélité. Elle est là pour fixer la règle. [Elle dénonce] le président d'Act Up, qui l'agresse, qui quasiment l'insulte grassement [...] J'aimerais bien d'ailleurs que les militants d'Act Up, plutôt que de venir s'allonger et faire de la provocation devant Notre-Dame, aillent peut-être devant quelques mosquées pour plaider contre la lapidation. Mais ça, il faut avoir un petit peu plus de courage ».
- 25 mars 2009 : Jean-Marie Le Pen a été au centre d'une opération politique montée au Parlement européen dans le but l'empêcher de présider en tant que doyen la séance inaugurale de la future assemblée. Répondant aux insultes du président du groupe socialiste, Martin Schulz, le qualifiant de « vieux fasciste » et de « négationniste de l'Holocauste », Jean-Marie Le Pen a expliqué à la tribune qu'il avait été victime « d'accusations diffamatoires » affirmant « je me suis borné à dire que les chambres à gaz étaient un détail de l'Histoire de la guerre mondiale, ce qui est une évidence », propos pour lesquels il a déjà été condamné en France[16]. Immédiatement, les principales forces politiques du Parlement européen ont annoncé leur détermination d'empêcher J-M Le Pen de présider en tant que doyen leur prochaine session inaugurale.

- 26 mars 2009 :

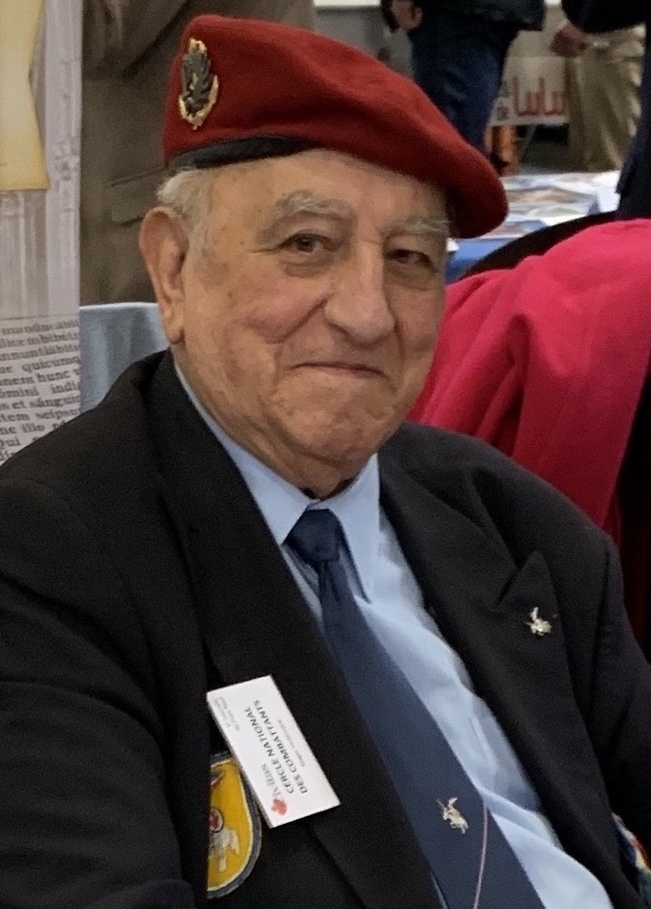
Roger Holeindre (en 2019).

  - Une nouvelle personnalité du FN, Patrick Le Guillou, secrétaire départemental du FN en Ille-et-Vilaine, annonce son départ et démissionne « de toutes fonctions et adhésion au Front national ». Initialement investi pour conduire la liste du FN aux élections européennes en outre-mer, il avait été remplacé lors de la convention d'Arras, par Roger Holeindre (80 ans), premier vice-président du FN.
  - Les groupes politiques du Parlement européen donnent leur feu vert à une modification de leur règlement interne, afin d'éviter que Jean-Marie Le Pen puisse présider le début de la nouvelle session, au bénéfice de l'âge.
- 27 mars 2009 : Marine Le Pen, se démarquant des propos tenus récemment par son père, Jean-Marie Le Pen, devant le Parlement européen, déclare : « Non, je ne pense pas que cela soit un détail de l'histoire [...] Je dis ce que j'ai toujours dit : je ne partage pas sur ces événements la même vision que mon père » estimant que le fait que le président du FN réitère ses propos sur les chambres à gaz pour lesquels il a déjà été condamné par le passé prouve « que l'influence politique que l'on prête » à son père « est largement surévaluée [...] Jean-Marie Le Pen n'a jamais nié aucun des événements de la seconde guerre mondiale» et voudrait en fait que l'on donne la même importance à toutes les victimes de la seconde guerre mondiale.

Avril
- 3 avril 2009 :
  - Jean-Marie Le Pen affirme que le président Nicolas Sarkozy fait « la chasse aux paradis fiscaux » alors que la France est « devenue le pire enfer fiscal de la planète » : « Pendant que Nicolas Sarkozy, au sommet du G20, feignait d'être le grand manitou de la nouvelle étape du "nouvel ordre mondial" de l'économie et de la finance, le magazine Forbes publiait son palmarès des États où la pression fiscale est la plus forte : la France a le triste privilège d'être le premier État de la liste [...] avant de vouloir faire la chasse aux "paradis fiscaux", Nicolas Sarkozy ferait mieux de se préoccuper de son pays devenu le pire enfer fiscal de la planète ».
  - Marine Le Pen qualifie de « mascarade historique » le sommet du G20, estimant que les mesures décidées à Londres sont destinées à « maintenir coûte que coûte un modèle ultralibéral agonisant » et « les solutions mondialistes et superficielles apportées, sont précisément celles qui ont conduit à cette crise systémique mondiale »[17].
- 6 avril 2009 : Jean-Marie Le Pen accuse le président Nicolas Sarkozy de « mensonge » lorsqu'il affirme ne pas vouloir l'entrée de la Turquie dans l'Union européenne : « Pendant sa campagne électorale, il avait annoncé qu'il s'opposerait à l'ouverture de nouveaux chapitres. Une fois élu, il a laissé les négociations d'adhésion se poursuivre, et lorsqu'il fut président du Conseil européen, deux nouveaux chapitres furent ouverts. En outre, Nicolas Sarkozy a supprimé l'article de la Constitution qui obligeait à organiser un référendum sur l'adhésion de nouveaux membres. Le nouveau mensonge de Nicolas Sarkozy vise à rassurer les Français après la tentative du gouvernement turc, au nom de l'islam, de faire échec à la nomination du premier ministre danois comme secrétaire général de l'Otan, et les mystérieuses garanties obtenues par Ankara pour prix de son acceptation ».
- 14 avril 2009 : Jean-Marie Le Pen, dénonce dans un courrier au Conseil supérieur de l'audiovisuel (CSA) la « sous-représentation » dont souffre selon lui son parti dans les médias audiovisuels[18].
- 17 avril 2009 : Marine Le Pen se dit candidate à la succession de son père à la présidence du Front national. D'autre part elle accuse le président Nicolas Sarkozy de « faire le coup » de la sécurité à l'approche des élections européennes comme lors de la campagne présidentielle 2007 : « Il faut que Nicolas Sarkozy arrête de se moquer des Français. À chaque fois qu'une élection arrive, il fait des promesses sur des terrains dont il pense qu'il va tirer un bénéfice électoral [...] En réalité, en matière de sécurité, le constat est déplorable : l'insécurité est devenue dramatique, y compris dans la moindre des campagnes. C'est un cancer qui s'est métastasé dans toute la France »[19]. Se référant à une carte de l'insécurité par département publiée par Le Figaro, elle estime que la carte de France montre un « lien entre les zones d'immigration massive et les zones où l'insécurité est la plus forte [...] tout le monde le pense mais personne n'ose le dire tellement on est terrorisé par la pensée unique [...] Il n'y a jamais eu de corrélation entre la pauvreté et l'insécurité [...] à partir du moment où on laisse une immigration massive s'installer, où on laisse des ghettos se constituer, on crée les conditions d'une bombe à retardement »[20].

Mai
- 1er mai 2009 :
  - Le traditionnel défilé à Paris regroupe entre 1 200 personnes selon la police et 5 000 selon le FN. Son président Jean-Marie Le Pen estime que la France n'était « plus que l'ombre d'elle-même », sous l'effet conjugué du libéralisme et de l'immigration, dénonçant une Europe « pavillon de complaisance », une « marchandisation planétaire » et un système soumettant les nations aux « prédateurs »[21].
  - Le Front national, qui cherche depuis des mois à vendre son siège historique à Saint-Cloud (Hauts-de-Seine), surnommé « le Paquebot », annonce le recours à une vente aux enchères, selon la vice-présidente du mouvement, Marine Le Pen. À plusieurs reprises elle avait accusé « l'Élysée » d'empêcher la vente en « dissuadant » les acheteurs d'acquérir ce bâtiment, dans le but d'empêcher le parti de se sortir de ses difficultés financières : « Compte tenu des pressions du pouvoir en place, nous avons décidé de nous placer sous la protection de la chambre des notaires, à laquelle nous demandons d'organiser une vente aux enchères ». L'avocat du FN, Wallerand de Saint-Just, précisant : « L'avantage d'une vente aux enchères est qu'elle est anonyme jusqu'au dernier moment. Il y a moins moyen de faire pression sur les acheteurs potentiels »", a déclaré Mme Le Pen à l'AFP, en marge du défilé annuel du Front national. Jean-Marie Le Pen a estimé la valeur du bâtiment à 15 à 16 millions d'euros. Le FN a déménagé en novembre 2008 à Nanterre (Hauts-de-Seine) dans un bâtiment beaucoup plus modeste que son siège historique[22].
- 6 mai 2009 : Le Parlement européen vote à une large majorité un amendement réformant son règlement dans le seul but d'empêcher Jean-Marie Le Pen de présider la session inaugurale en tant que doyen de la nouvelle assemblée au lendemain des élections européennes[23].
- 29 mai 2009 : Jean-Marie Le Pen estime que la relaxe de l'association Droit au logement par la Cour d'appel de Paris est « une insulte pour tous les Français condamnés à vivre dans un logement trop petit par la politique de préférence étrangère »[24].

Juin
- 11 juin 2009 : Jean-Marie Le Pen « décline l'invitation du président de la République de se rendre à l'Élysée » pour cause de « manquements graves et répétés du chef de l'État à la démocratie »[25].
- 19 juin 2009 : Jean-Marie Le Pen décline l'invitation du président de l'Assemblée Bernard Accoyer pour venir écouter le président Nicolas Sarkozy devant les parlementaires réunis en Congrès à Versailles, car il souhaite garder de la « distance » « à l'égard des autorités politiques du pays » estimant « qu'elles ne font pas respecter les règles les plus élémentaires de la démocratie »[26].

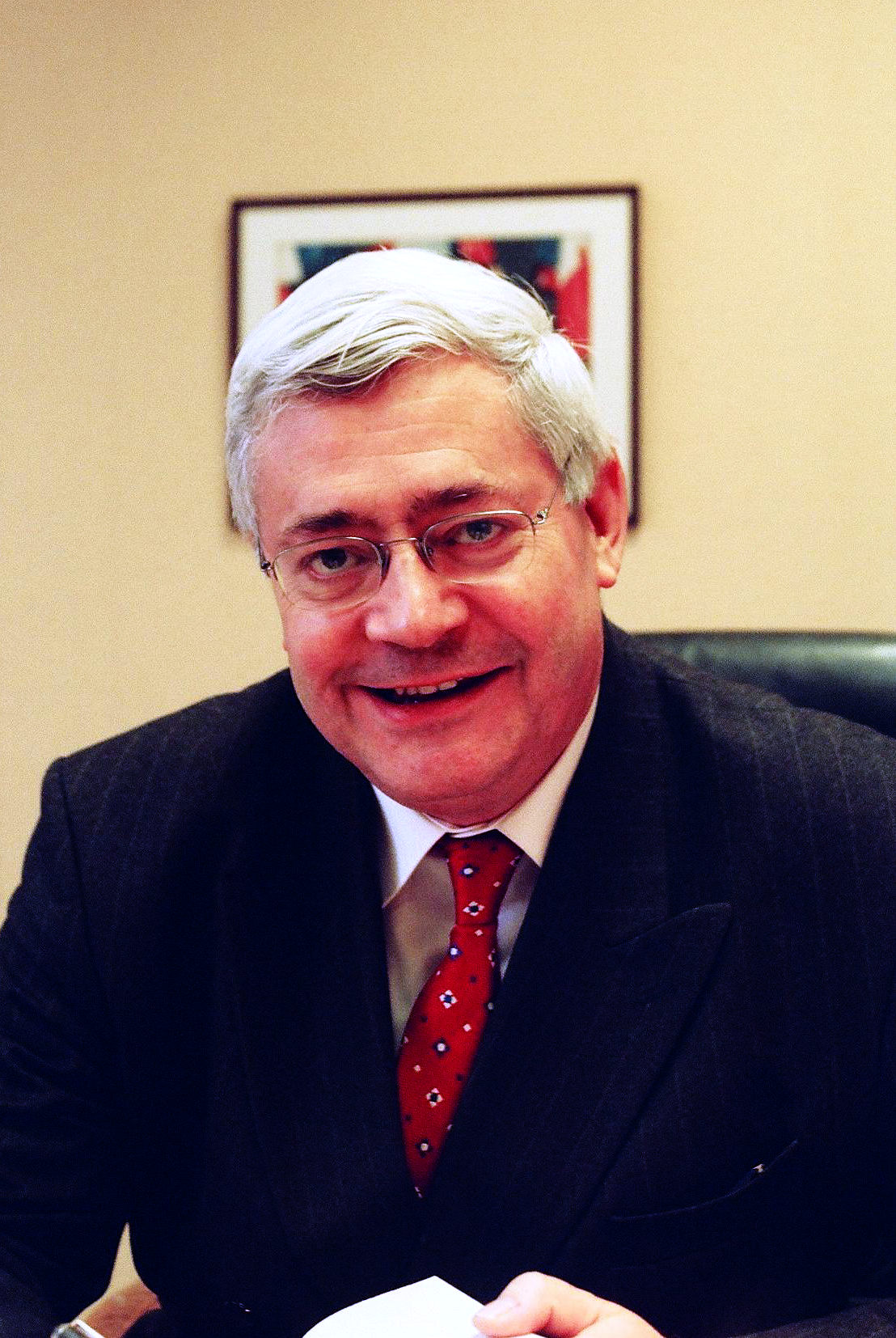
Bruno Gollnisch (en 2006).

- 24 juin 2009 : La chambre criminelle de La Cour de cassation annule la condamnation du vice-président du Front national Bruno Gollnisch à 3 mois de prison avec sursis et 5 000 euros d'amende pour contestation de crimes contre l'humanité. Poursuivi devant la justice lyonnaise pour des propos controversés sur les chambres à gaz, prononcés en 2004, Bruno Gollnisch avait été condamné le 18 janvier 2007 par le tribunal correctionnel de Lyon à trois mois de prison avec sursis et 5 000 euros d'amende et le 28 février 2008 : la Cour d'appel de Lyon avait confirmé ce jugement[27].
- 28 juin 2009 : Élection municipale d'Hénin-Beaumont (Pas-de-Calais). La liste de Marine Le Pen (Front national, arrivé en tête du premier tour de l'élection municipale, avec 39,34 % des voix, devant la liste du divers gauche Daniel Duquenne (20,19 %).
- 30 juin 2009 : Le député socialiste Pierre Moscovici estime « que Marine Le Pen est plus dangereuse que son père », elle « a moins de talent que lui, moins de facilités oratoires, elle a une rhétorique plus plate [...elle est] quelqu'un qui se débarrasse de certaines outrances, négationnistes par exemple, qui est tout aussi extrémiste sur le plan des idées et qui par ailleurs a envie de participer au pouvoir [...] Elle peut tout à fait créer un parti de la droite extrême, comme ça existait par exemple en Italie, pour ensuite [...] participer à la droitisation de la vie politique française »[28].

Juillet
- 5 juillet 2009 : Élection municipale d'Hénin-Beaumont (28 000 h) : La liste de l'Alliance républicaine de Daniel Duquenne (divers gauche) remporte le second tour de l'élection avec 52,3 % des voix, au terme d'une semaine de campagne tendue. Début avril, l'ancien maire Gérard Dalongeville, élu en 2001 et réélu en 2008, a été mis en examen et écroué pour détournement de fonds, faux en écriture et favoritisme. Avec une participation plus importante qu'au premier tour - 62,28 % contre 60,15 % -, le FN a réussi à trouver mille électeurs de plus, mais a été distancé de 500 voix[29].

Août
- 20 août 2009 : Jean-Marie Le Pen déclare que « 90 % des faits divers ont à leur origine soit un immigré soit une personne d'origine immigrée. C'est un fait dont il faut tenir compte », estimant que la lutte contre l'insécurité « passe d'abord par le contrôle de l'immigration »[30].

Septembre
- 16 septembre 2009 : Jean-Marie Le Pen dénonce le « revirement » du président Nicolas Sarkozy sur les tests ADN appliqués au regroupement familial des immigrés[31].
- 20 septembre 2009 : Jean-Marie Le Pen estime que « dans une élection comme celle des régionales, où le FN a toujours fait de très bons résultats, le redressement sera absolument éclatant, évident (...) Le président de la République a déclaré à l'envi qu'il avait tué le FN. Non, il l'a volé, mais il ne l'a pas tué, il va s'en apercevoir »[32].
- 22 septembre 2009 : Jean-Marie Le Pen estime que « le démantèlement de la jungle de Calais est « une nouvelle gesticulation politicienne » de Nicolas Sarkozy, alors que le ministre de l'Immigration Éric Besson « prétend rétablir l’État de droit dans un terrain vague, c'est toute la France qui est en train de devenir une jungle »[33].

Octobre
- 1er octobre 2009 : Le FN lance une pétition pour réclamer la démission du ministre de la Culture Frédéric Mitterrand, après le soutien de ce dernier au cinéaste Roman Polanski[34],[35].
- 24 octobre 2009 : Bruno Gollnisch représente le Front national lors de la création de l'Alliance européenne des mouvements nationaux à Budapest. Cette alliance rassemble différents partis nationalistes d'Europe comme le Jobbik et le Mouvement social – Flamme tricolore[36],[37].

Novembre
- 2 novembre 2009 : La vice-présidente du Front national Marine Le Pen annonce sa candidature à la présidence du Front national au prochain congrès du parti en 2010[38].
- 4 novembre 2009 : Le vice-président du Front national Bruno Gollnisch, condamné pour contestation de crime contre l'humanité puis blanchi par la Cour de cassation, annonce avoir porté plainte contre l'ancien ministre de la Justice Dominique Perben pour dénonciation calomnieuse[39].
- 11 novembre 2009 :
  - Le Front national dénonce le feu vert donné le 5 octobre par le tribunal administratif de Besançon à l'adoption d'un enfant par une enseignante homosexuelle[40].
  - Les dissidents, exclus et déçus du Front national décident de rassembler l'extrême droite pour les élections régionales de mars 2010 lors d'une journée « nationale et identitaire » afin de présenter « sept ou huit » listes, estimant comme l'ancien secrétaire général du FN Carl Lang que « le FN a rempli sa mission historique, son cycle se termine »[41].

## Années 2010

### 2010
- Le 12 avril 2010, le bureau politique a décidé que le prochain congrès du Front national aura lieu les 15 et 16 janvier 2011. Il aura pour but de désigner le nouveau président du parti puisque Jean-Marie Le Pen a indiqué qu'il ne serait pas candidat à sa succession. Deux candidats sont déclarés : Marine Le Pen et Bruno Gollnisch, tous deux vice-présidents exécutifs du parti et députés européens. Au terme d'un Bureau politique exceptionnel tenu à Nanterre le 31 mai 2010, le calendrier et les modalités d'organisation de ce congrès sont arrêtées, en quatre étapes : à partir du 1er juin 2010, ouverture du délai de recueil des parrainages des Secrétaires départementaux pour les candidats à la présidence du Front national, et ouverture des candidatures au comité central ; avant le 30 juin 2010, réception par le secrétariat général des formulaires de parrainage pour l’élection à la présidence du Front national, au 1er juillet 2010, publication de la liste officielle des candidats à l’élection du président du Front national, et à partir du 1er septembre 2010, ouverture de la campagne électorale pour l’élection du président du Front national[42].

### 2011
- Le 16 janvier 2011, Marine Le Pen est élue présidente du Front national avec 67,65 % des voix face à Bruno Gollnisch.
- Aux élections cantonales de mars, le FN réalise des scores historiquement hauts pour des élections de conseillers généraux et récolte deux élus :
  - Jean-Paul Dispard, qui devient, à 5 voix près, le conseiller général du canton de Brignoles,
  - Patrick Bassot est, quant à lui, élu à Carpentras.
- Aux élections sénatoriales du 25 septembre, le FN obtient au premier tour dans les départements au scrutin majoritaire 0,80 % des voix tandis que dans les départements au scrutin proportionnel le parti obtient 1,84 % des voix en moyenne. Marine Le Pen présente ces résultats comme « très satisfaisants »[43].

### 2012
- Le 12 juillet 2012, Florian Philippot est nommé vice-président du Front national, chargé de la stratégie et de la communication (porte-parole du mouvement depuis mai, ex-directeur stratégique de la campagne présidentielle de Marine Le Pen en 2012, ancien militant souverainiste de gauche).
- Marine le Pen est candidate à l'élection présidentielle de 2012 ; elle arrive en troisième position en recueillant 17,90 % des suffrages exprimés à l'issue du premier tour. Elle obtient le meilleur score totalisé par le FN à une présidentielle. Au 2d tour, elle ne donne pas de consigne de vote mais annonce qu'elle votera blanc.
- Aux élections législatives de 2012, le FN obtient deux élus : Gilbert Collard, qui bat le député sortant Étienne Mourrut, et Marion Maréchal-Le Pen, qui récupère le siège de Jean-Michel Ferrand.
- Aux élections cantonales dans le canton de Brignoles, Jean-Paul Dispard est battu de 13 voix par Claude Gilardo (FG). Cette élection est annulée par le tribunal administratif de Toulon le 21 décembre 2012.
- Le 9 novembre 2012, Florian Philippot se rend à Colombey les Deux Églises avec Bertrand Dutheil de La Rochère pour se recueillir et fleurir « à titre personnel » le tombeau de Charles de Gaulle, en se réclamant des valeurs du gaullisme[44]. Cet événement est une première pour un haut responsable du Front national.

### 2014
- Bons résultats du Front national aux élections municipales des 23 et 30 mars. Hénin-Beaumont gagnée dès le premier tour par Steeve Briois ; 11 municipalités plus ou moins importantes (dont Fréjus, ainsi qu'un secteur de Marseille) gagnées, sans le concours de la droite. Les médias promettent de scruter la gestion des villes désormais FN et pressentent une croissance à venir de ce parti[réf. nécessaire]. Autre affaire très médiatisée à cause du passé journalistique du maire élu, Robert Ménard, élu à Béziers avec le soutien du FN.
- Le 25 mai 2014, le FN arrive en tête sur le plan national avec 24,86 % des suffrages aux élections européennes, il obtient alors 24 eurodéputés. Le FN est en tête dans 5 des 8 circonscriptions européennes.
- Le 28 septembre 2014, le Front national entre au Sénat pour la première fois dans l’histoire de la Ve République, avec deux sénateurs élus lors des élections sénatoriales : David Rachline dans le Var et Stéphane Ravier dans les Bouches-du-Rhône[45].

### 2015
- Aux élections départementales de mars, le FN obtient 62 élus.
- Aux élections régionales de décembre 2015, le Front national ne remporte aucune région, avec un score de 27,73 % au premier tour et de 27,10 % au second tour. Ces scores historiques poussent le Parti socialiste à se retirer dans certaines régions (Nord-Pas-de-Calais-Picardie, Provence-Alpes-Côte d’Azur ; en Alsace-Champagne-Ardenne-Lorraine, Jean-Pierre Masseret maintient sa liste mais perd le soutien du PS) par crainte de victoire du FN.

### 2017
- 20 février 2017 : perquisition au siège du FN dans le cadre de l'affaire des assistants parlementaires du Front national au Parlement européen.
- 23 avril 2017 : Marine Le Pen se qualifie pour le second tour des élections présidentielles.
- 3 mai 2017 : pour la première fois, le candidat du FN est opposé à son adversaire à l'occasion du traditionnel débat d'entre-deux-tours[46].
- 7 mai 2017 : Marine Le Pen rassemble 33,90 % des suffrages face à Emmanuel Macron, qui est élu.
- 9 mai 2017 : Marion Maréchal-Le Pen renonce à briguer un deuxième mandat de députée et se met en retrait de la vie politique[47].
- 18 juin 2017 : Le Front national arrive troisième en nombre de voix aux élections législatives de 2017 et obtient 8 députés : Louis Aliot, Bruno Bilde, Sébastien Chenu, Gilbert Collard, José Évrard, Marine Le Pen, Ludovic Pajot ainsi qu'Emmanuelle Ménard candidate indépendante élue avec le soutien du parti. DLF présente ses propres candidats.
- 30 juin 2017 : Marine Le Pen est mise en examen pour abus de confiance et complicité d'abus de confiance dans l'affaire des assistants parlementaires européens.
- Septembre 2017 : consultation des adhérents du parti sur l'avenir du parti.
- 21 septembre 2017 : Florian Philippot quitte le FN[48] et transforme son association Les Patriotes en parti politique. Il est suivi par les parlementaires Mireille d'Ornano, Sophie Montel puis José Évrard, ainsi qu'une trentaine des 358 conseillers régionaux FN[49].
- 30 novembre 2017 : en tant que personne morale, le FN est mis en examen[50] (affaire des assistants).

### 2018
- 10 et 11 mars 2018 : Congrès à Lille, le Front national révise ses statuts et renouvelle sa direction nationale.
- 31 mai 2018 : Marine Le Pen propose dans une lettre ouverte à Nicolas Dupont-Aignan de constituer une liste commune aux élections européennes. Ce dernier refuse[51].
- 1er juin 2018 : Le Front national devient le Rassemblement national (RN)[52] à l'issue d'une consultation des adhérents organisée le mois précédent.

### 2019
- 6 janvier 2019 : Jordan Bardella est officiellement investi tête de liste pour les élections européennes de 2019.
- 8 janvier 2019 : Thierry Mariani et Jean-Paul Garraud annoncent quitter Les Républicains pour rejoindre la liste du RN aux prochaines européennes[53].
- 26 mai 2019 : la liste RN arrive en tête des élections européennes avec 23,34 % des voix.

## Années 2020

### 2020
- 15 mars et 28 juin 2020 : Élections municipales. Le RN conserve la majorité de ses mairies et la plupart de ses maires sont réélus dès le premier tour. Louis Aliot remporte la ville de Perpignan, seule ville de plus de 100 000 habitants remportée par le parti. Morières-lès-Avignon, Bédarrides, Mazan, Moissac et Bruay-la-Buissière sont gagnées par le parti au second tour[54],[55].

### 2021
- 3 juillet 2021 et 4 juillet 2021 : XVIIe congrès à Perpignan.

### 2022
- 10 avril 2022 : Marine Le Pen se qualifie pour le second tour de l'élection présidentielle.
- 24 avril 2022 : Marine Le Pen rassemble 41,45 % des suffrages face à Emmanuel Macron, qui est réélu.
- 12 juin 2022 : le Rassemblement national arrive troisième en nombre de voix au premier tour des élections législatives de 2022 avec 18,68 % au niveau national, ce qui constitue le score le plus élevé du parti lors d'un scrutin législatif[56].
- 5 novembre 2022 : XVIIIe congrès et élection de Jordan Bardella à la présidence.

### 2024
En vue des élections législatives françaises de 2024, le Rassemblement national conclut une alliance avec une partie de Les Républicains, ceux ayant décidé de suivre l'initiative d'Éric Ciotti de s'allier au RN. Le 7 juillet 2024, la coalition obtient 143 députés au sein de la XVIIe législature de la Cinquième République française, dont 17 LR diss. et 126 du RN. Cette élection législative ne débouchera pas sur une arrivée du RN et de Jordan Bardella au pouvoir, scénario pourtant envisagé par les sondeurs. Cependant, en nombre de voix, le RN est premier et le Groupe Rassemblement national devient le groupe parlementaire le plus puissant.